# Sam Bottoms
Pour les articles homonymes, voir Bottoms.
Sam Bottoms est un acteur et producteur américain né le 17 octobre 1955 à Santa Barbara, Californie (États-Unis) et mort le 16 décembre 2008 à Los Angeles. On se rappelle surtout son interprétation de Lance B. Johnson, dans Apocalypse Now de Francis Ford Coppola.

## Biographie

### Vie privée
Il est le frère cadet de l'acteur Timothy Bottoms.

## Filmographie

### Acteur
- 1971 : La Dernière Séance (The Last Picture Show) de Peter Bogdanovich : Billy
- 1973 : Class of '44 (en) de Paul Bogart : Marty
- 1974 : Zandy's Bride de Jan Troell : Mel Allan
- 1974 : Chasse tragique (Savages) de Giuseppe De Santis (TV) : Ben Campbell
- 1975 : Cage Without a Key (en) (TV) : Buddy Goleta
- 1976 : Josey Wales hors-la-loi (The Outlaw Josey Wales) de Clint Eastwood : Jamie
- 1978 : L'Ancien Testament (Greatest Heroes of the Bible) (feuilleton TV) : Joseph
- 1979 : Apocalypse Now de Francis Ford Coppola : Lance B. Johnson
- 1979 : Up from the Depths (en) de Charles B. Griffith : Greg Oliver
- 1980 : Bronco Billy de Clint Eastwood : Leonard James
- 1981 : À l'est d'Éden ("East of Eden") (feuilleton TV) : Cal Trask
- 1982 : Desperate Lives (en) (TV) : Ken Baynes
- 1983 : La Vengeance aux deux visages (Return to Eden) (feuilleton TV)
- 1984 : Délire sur la frontière (In 'N' Out) de Ricardo Franco : Murray Lewis Jr.
- 1985 : Prime Risk (en) : Bill Yeoman
- 1987 : Parole de sorcière! (The Witching of Ben Wagner) (TV) : M.. George 'Dad' Wagner
- 1987 : Chasse sanglante (Hunter's Blood) de Robert C. Hughes : David Rand
- 1987 : Jardins de pierre (Gardens of Stone) de Francis Ford Coppola : Lt. Webber
- 1987 : Island Sons (TV) : Sam Faraday
- 1988 : After School de William Olsen : Father Michael McCarren
- 1991 : Ragin' Cajun de William Byron Hillman
- 1992 : North of Chiang Mai de John D. Lamond
- 1992 : Dolly (Dolly Dearest) de Maria Lease : Elliot Wade
- 1993 : The Trust (en) de Neil Havens et J. Douglas Killgore : James Baker
- 1994 : Revocator (en) (Sugar Hill) de Leon Isacho (en) : Oliver Thompson
- 1995 : Zooman (TV) : Policeman
- 1995 : Shadowchaser 3 de John Eyres : Kody
- 1997 : Mercenary II: Thick & Thin (TV)
- 1997 : Snide and Prejudice (en) de Philippe Mora : Therapist Schaub
- 1998 : Joseph's Gift (en) de Philippe Mora : Robert Keller
- 1998 : My Neighbor's Daughter (TV) : Dennis Cromwell
- 2001 : Sous le silence (The Unsaid) de Tom McLoughlin : M.. Joseph Caffey
- 2001 : Shadow Fury (en) de Makoto Yokoyama : Mitchell Madsen
- 2002 : True Files (en) : Alex Lomax
- 2002 : Looking Through Lillian de Jake Torem : Gene
- 2003 : Pur sang - la légende de Seabiscuit (Seabiscuit) de Gary Ross : M.. Blodget
- 2005 : Sherrybaby de Laurie Collyer (en) : Bob Swanson, Sr.
- 2005 : Jeux de gangs (Havoc) de Barbara Kopple : Lt. Maris
- 2005 : Shopgirl d'Anand Tucker : Dan Buttersfield
- 2005 : Winter Passing d'Adam Rapp (en)

### Producteur
- 1991 : Picture This: The Times of Peter Bogdanovich in Archer City, Texas